# Semotrachia bagoti
Semotrachia bagoti är en snäckart som beskrevs av Alan Solem 1993. Semotrachia bagoti ingår i släktet Semotrachia och familjen Camaenidae. Inga underarter finns listade i Catalogue of Life.